# Glypta tama
Glypta tama là một loài tò vò trong họ Ichneumonidae.